# Parafia św. Wawrzyńca w Stolcu
Parafia Świętego Wawrzyńca w Stolcu – parafia rzymskokatolicka, znajdująca się w diecezji kaliskiej, w dekanacie Złoczew.